# Stephen Jourdain
Pour les articles homonymes, voir Jourdain (homonymie).
Stephen Jourdain, né le 8 janvier 1931 à Neuilly-sur-Seine et mort le 19 février 2009 à Bastia, est un écrivain français, auteur d'ouvrages sur le thème de l'éveil spirituel.

## Biographie
Arrière-petit-fils de Frantz Jourdain et petit-fils de Francis Jourdain,, Stephen Jourdain commence sa production littéraire à partir d'une expérience d'éveil spirituel qu'il dit avoir eue à l'âge de 16 ans. Jean Paulhan lui propose de publier ses textes au début des années 1960 à La Nouvelle Revue française,.
Il côtoie le groupe Tel Quel, est un temps agent immobilier à Paris 14e avant d'aller vivre en Corse, à Vizzavona, où il tient un gîte rural pendant plusieurs années.
Il a reçu le Prix Fénéon en 1962 pour « Cette vie m'aime ».

## Enseignement
Le thème principal de ses ouvrages gravite autour de ce qu'il appelle un geste intérieur qu'il nomme également « l'éveil » :
« Je suis resté une heure ou deux éveillé, dans l’obscurité, œuvrant « l’éveil », grattant l’allumette et provoquant la flamme - qui était une même chose que le geste par lequel je la faisais brûler - et jouant un peu avec cela, je crois, avec émerveillement. Le lendemain matin, ma première pensée a été « l’éveil », et savais-je toujours faire le geste ? J’ai découvert que oui, je savais, que cette chose miraculeuse était toujours là, et qu’elle serait présente jusqu’à ma mort, car je n’oublierai jamais le geste. »
Ce témoignage se présente donc également comme un enseignement, selon l'écrivain Roger Quesnoy qui le qualifiait d'« Indiana Jones de la traque métaphysique » :
« Un témoignage qui nous apprend à naître à nous-mêmes, à ne jamais nous perdre dans un pseudo-réel illusoire ou fictif que nous prenons pour la réalité quotidienne. Il nous enseigne surtout la possibilité d’être inaltérablement en recul par rapport à notre identité, sans pour autant récuser les couleurs de la vie. C’est paradoxalement de cette distance à soi que jaillit la personne humaine dans sa plénitude suprême. La « bonne nouvelle » qu’il délivre exige à la fois un regard d’enfant et une vigilance de tous les instants. Il est impératif de « veiller », de laisser brûler le « je suis » fondamental sans l’abandonner jamais dans les cendres de ses attributs ».
Bien que son orientation littéraire le classe parmi les auteurs de spiritualité contemporaine (proche de la non-dualité occidentale), il a toujours affiché une distance par rapport à cette catégorie : « L'engouement actuel pour la spiritualité comporte beaucoup de naïveté — au début, cette innocence est sympathique —, mais c'est du pré-pensé, du pré-fabriqué. J'aurais tendance à faire comme mon arrière-grand-père avec l'art : liquider la spiritualité officielle. C'est la désobéissance ultime... ». Son style et une façon provocatrice de témoigner de son expérience (il fume et boit sans arrêt du café pendant ses conférences,,) caractérisent sa démarche rebelle qu'il dit tenir en partie de ses ancêtres.

## Citations
- « Je suis le secret enfoui dans l'odeur de l'herbe fraîchement coupée, dans le houououhh du vent s'engouffrant dans le conduit de cheminée, dans les cent mille doigts de l'averse de neige, dans la nacre d'un matin de printemps, dans le message muet d'un alignement de marrons d'Inde, dans la déclivité de la plage et la danse des poux de sable ; je suis ce qui jadis vous rendit vivant, je fus l'instigateur de tous vos émerveillements, de tous vos étonnements, je suis l'unique raison pour laquelle quiconque, jamais, s'aima et aima, je suis le secret qui irrigua chacun de vos secrets d'enfant, je suis l'ange que tout enfant porte en filigrane et que vous avez tué. Je suis vous. » L’Irrévérence de l’Eveil (coauteur Gilles Farcet), Éditions du Relié - 1992.
- « Chaque homme, je le suppose, une fois au moins dans son existence, est tombé en arrêt, comme foudroyé, devant ce mystère des mystères : mon être intérieur s’apparaissant à lui-même. Devant le phénomène de la conscience. Je me sais !!! » L’Illumination Sauvage Éditions Dervy - 1994
- « Il est bien une chose telle qu'une ultime identité de l'individu humain... Mais cette identité tient tout entière dans l'acte par lequel l'individu humain se reconnaît comme irréductible à toute sienne identité, serait-elle ultime.» L’Autre Rivage Éditions Dervy - 1997.

### Magazines
- « La vie à l’endroit » (réédition) in 3e Millénaire no 1 - printemps 1986 .
- « Une fausse compagnie » in 3e Millénaire no 2 août - 1986
- « Nova » in 3e Millénaire no 5 - printemps 1987
- « Les instants » in  3e Millénaire  no 8 - hiver 1987/1988
- « Entretien avec Stephen Jourdain » in 3e Millénaire  no 13 - automne 1989
- « Entretien avec Stephen Jourdain » in 3e Millénaire  no 15 - printemps 1990
- « Péril en ma demeure » in 3e Millénaire  no 21 - automne 1991
- « Le Dévoilement » in 3e Millénaire  no 22 - hiver 1991
- « Massacre » in revue L'Originel N° 1 Corse, Terre de Traditions - 1993
- « Émerveillé, je fais tourner lentement le prisme du rêve corse » in L’Originel N° 1 - 1993
- « Une espèce de bouffée de bon sens existentiel » in Terre du ciel no 23 - 1994
- « Le processus de symbolisation : déchéance et rédemption » in 3e Millénaire  no 69 - automne 2003
- « Acte de conscience{\displaystyle =}acte de foi » in 3e Millénaire  no 73 - automne 2004
- « Humour ? » in 3e Millénaire  no 76 - été 2005
- « Garde-toi à droite, père, voici le un ! » in 3e Millénaire  no 78 - hiver 2005
- « E(rnest){\displaystyle =}M(arcel) C²(harles) » in 3e Millénaire  no 82 - hiver 2006
- « Ce qu'il manque aux Dieux » in 3e Millénaire  no 87 - printemps 2008
- « L'aquarelle mystique » in 3e Millénaire  no 88 - été 2008 .
- « Hommage » in 3e Millénaire  no 87 - printemps 2009

### Films
- La Folle Sagesse Carole Marquand et Stephen Jourdain, Alizée Diffusions, DVD
- Paroles d’Hommes Arnaud Peuch, Abrasiv Productions, DVD
- Le camp de base de l'éveil conférence enregistrée le 3 septembre 2005 à Montréal, les événements vox populi, 3e millénaire, Double DVD